# Albareto (meteoryt)
Albareto – meteoryt kamienny należący do chondrytów przejściowych L/LL o typie petrograficznym 4. Jego spadek zaobserwowano w lipcu 1766 roku w pobliżu miejscowości Albareto we włoskim regionie Emilia-Romania. Z miejsca spadku pozyskano 2 kg materii meteorytowej. 